# ヤロスラフ・プラシル
ヤロスラフ・プラシル（Jaroslav Plašil チェコ語発音: [ˈjaroslaf ˈplaʃɪl], 1982年1月5日 - ）はチェコ、フラデツ・クラーロヴェー州オポチノ出身の元サッカー選手。元チェコ代表。現役時代のポジションはミッドフィールダー。

## 経歴

### クラブ
18歳の時に、リーグ・アンのASモナコに移籍。しかし、2シーズンでわずか8試合の出場にとどまり、2002年にはリーグ・ドゥのUSクレテイユ＝リュシタノへレンタル移籍。クレテイユでは十分なパフォーマンスを披露し、2003-04シーズン開幕前にモナコに復帰。以後の4シーズンはスタメンに定着。なお、モナコは03-04シーズンにチャンピオンズリーグ決勝まで駒を進めている（FCポルトに敗れ準優勝）。
2007年、4年契約でリーガ・エスパニョーラのCAオサスナへ移籍。1年目からレギュラーとなり、2007-08シーズンは35試合に出場して4得点、2008-09シーズンは31試合に出場し4得点を記録した。2009年7月にボルドーへ4年契約で移籍した。移籍金は300万ユーロ（約4億円）前後と見られている。
2013年9月、セリエAのカルチョ・カターニアに期限付きで移籍した。

### 代表
チェコ代表にも選出され、2004年と2008年のユーロ、そして2006年のワールドカップドイツ大会に出場している。ユーロ2008では、グループリーグ最終戦のトルコ戦で2点目を決めた（この時点で2-0）ものの、15分で3点を決めたトルコの猛攻に敗れ、チームはグループリーグ敗退に終わっている。

## プレースタイル
両足での正確なキックが持ち味の万能型のミッドフィールダーであり、チェコ代表ではパベル・ネドベドの後継者と評されている。

## 代表歴

### 出場大会
- チェコ代表
  - 2006 FIFAワールドカップ

### 試合数
- 国際Aマッチ 103試合 7得点（2004年-2016年）[6]

| チェコ代表 | 国際Aマッチ | 国際Aマッチ |
| 年         | 出場        | 得点        |
| ---------- | ----------- | ----------- |
| 2004       | 4           | 1           |
| 2005       | 6           | 0           |
| 2006       | 13          | 0           |
| 2007       | 10          | 1           |
| 2008       | 11          | 1           |
| 2009       | 8           | 1           |
| 2010       | 8           | 0           |
| 2011       | 9           | 2           |
| 2012       | 11          | 0           |
| 2013       | 9           | 0           |
| 2014       | 2           | 0           |
| 2015       | 6           | 0           |
| 2016       | 6           | 1           |
| 通算       | 103         | 7           |

## タイトル
クラブ
ボルドー
- クープ・ドゥ・フランス 2012-13
- トロフェ・デ・シャンピオン 2009